# 日野俊光
日野 俊光（ひの としみつ）は、鎌倉時代後期の公卿・歌人。藤原北家真夏流日野家、権中納言・日野資宣の子。官位は権大納言兼右衛門督。日野家17代当主。

## 略歴
官位は文章博士・右大弁・左大弁・蔵人頭などを経て、永仁3年（1295年）参議、同5年（1297年）権中納言、文保元年（1317年）に権大納言に至り、同年中に辞退した。右衛門督も兼ねた。
伏見天皇の近臣として立身し、長く持明院統に仕えて歴代の当主を支えた。後伏見天皇・花園天皇・光明天皇の乳父も務めた。一方で大覚寺統の後宇多院の院司ともなっている。子・資朝が後醍醐天皇の近侍になった事から不和となり、俊光は資朝を義絶している。
正中2年（1325年）に持明院統の特使としてとして鎌倉に下り、皇位継承をめぐって持明院統に有利な裁定を求めて幕府との折衝に当たったが、翌嘉暦元年（1326年）5月15日、任半ばにして関東で没した。享年67。
各方面の歌合にも度々参加し、嘉元百首・文保百首の作者に列なる。新後撰集初出。勅撰入集計33首。家集『俊光集』がある。

## 系譜
- 父：日野資宣
- 母：賀茂能継の娘
- 妻：阿野寛子 - 阿野公寛の娘
  - 長男：日野資名 - 日野家18代
- 妻：三位局 - 亀山院女房
  - 四男：柳原資明 - 柳原家の祖
- 妻：津守国助の娘 - 津守国冬の姉妹
- 生母不明の子女
  - 次男：日野資朝
  - 男子：賢俊 - 菩薩寺大僧正